# Дителлурид палладия
Дителлурид палладия — бинарное неорганическое соединение
палладия и теллура
с формулой PdTe2,
кристаллы.

## Получение
- В природе встречается минерал меренскит — PdTe2 с примесями Pt и Bi [2].

- Сплавление стехиометрических количеств чистых веществ:

{\displaystyle {\mathsf {Pd+2Te\ {\xrightarrow {752^{o}C}}\ PdTe_{2}}}}

## Физические свойства
Дителлурид палладия образует кристаллы
тригональной сингонии,
пространственная группа P 3m1,
параметры ячейки a = 0,40365 нм, c = 0,51262 нм, Z = 1.
Имеет широкую область гомогенности 65÷66,5 ат.% теллура.
В соединении обнаружен эффект де Хааза — ван Альфена. 